# Franco Brienza
Franco Brienza (Cantù, Provincia de Como, Italia, 19 de marzo de 1979) es un exjugador de fútbol italiano. Tras retirarse en 2019 en el S. S. C. Bari, en 2022 volvió a jugar fichando por el Ischia Calcio.

## Clubes
| Club        | País   | Año         |
| ----------- | ------ | ----------- |
| Imolese     | Italia | 1995 - 1996 |
| US Foggia   | Italia | 1997 - 2000 |
| US Palermo  | Italia | 2000 - 2002 |
| Ascoli      | Italia | 2002 - 2003 |
| US Palermo  | Italia | 2003 - 2004 |
| AC Perugia  | Italia | 2004        |
| US Palermo  | Italia | 2005 - 2008 |
| Reggina     | Italia | 2008 - 2010 |
| AC Siena    | Italia | 2010 - 2012 |
| US Palermo  | Italia | 2012 - 2013 |
| Atalanta BC | Italia | 2013 - 2014 |
| AC Cesena   | Italia | 2014 - 2015 |
| Bologna FC  | Italia | 2015 - 2016 |
| SSC Bari    | Italia | 2016 - 2019 |
| Ischia      | Italia | 2022 - 2023 |

## Selección nacional
En junio de 2005 fue convocado para jugar con la selección de fútbol de Italia en dos partidos amistosos ante Serbia y Montenegro y Ecuador.